# Seznam estonskih skladateljev
Seznam estonskih skladateljev.

## A
- Evald Aav (1900-1939)
- Tauno Aints (1975)
- Lydia Auster (1912-1993)

## E
- René Eespere (1953)
- Heino Eller (1887-1970)
- Gustav Ernesaks (1908-1993)

## G
- Galina Grigorjeva (1962)

## H
- Miina Härma (1864-1941)

## I
- Maarja-Liis Ilus (“Maarja”, 1980)

## K
- Raimo Kangro (1949-2001)
- Artur Kapp (1878-1952)
- Tõnis Kaumann (1971)
- Kristjan Kõrver (1976)
- Tõnu Kõrvits (1969)
- Kerri Kotta (1969)
- Cyrillus Kreek (1889-1962)
- Ülo Krigul (1978)

## L
- Käbi Laretei (1922-2014)
- Urmas Lattikas (1960)
- Artur Lemba (1885-1963)
- Märt-Matis Lill (1975)

## M
- Ester Mägi (1922-2021)
- Tõnis Mägi (1948)
- Alo Mattiisen (1961-1996)
- Elma Miller (1954)

## P
- Fredrik/Fridrich Pacius (1809-1891)
- Arvo Pärt (1935)
- Alo Põldmäe (1945)

## R
- Jaan Rääts (1932-2020)
- Kaljo Raid (1921-2005)
- Rein Rannap (1953)

## S
- Mart Saar (1882-1963)
- Mart Siimer (1967)
- Kuldar Sink (1942-1995)
- Urmas Sisask (1960)
- Timo Steiner (1976)
- Lepo Sumera (1950-2000)

## T
- Mirjam Tally (1976)
- Eino Tamberg (1930-2010)
- Rudolf Tobias (1873-1918)
- Veljo Tormis (1930-2017)
- Tõnu Trubetsky (1963)
- Eduard Tubin (1905-1982)
- Toivo Tulev (1958)
- Helene Tulve (1972)
- Erkki-Sven Tüür (1959)

## V
- Peeter Vähi (1955)
- Raimond Valgre (1913-1949)
- Tuudur Vettik (1898-1982)
- Peeter Volkonski (1954)